# Grand Paris

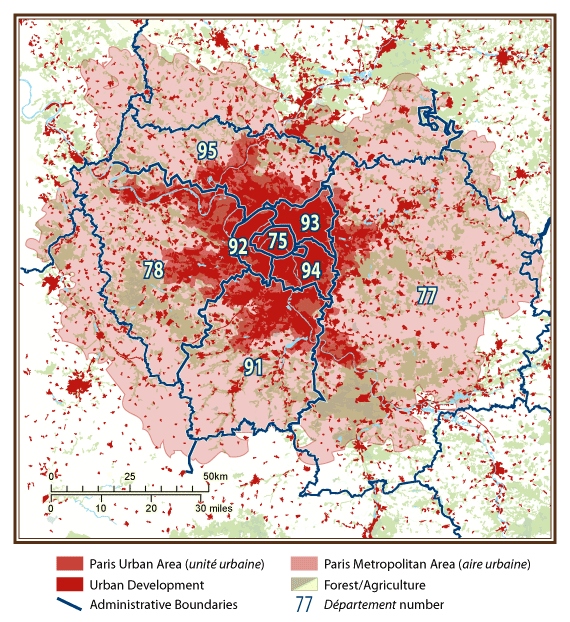
Demografický přehled pařížské aglomerace

Grand Paris (tj. Velká Paříž) je projekt rozsáhlé reformy pařížské aglomerace, která se vedle samotné Paříže dotýká dalších sedmi departementů a mnoha obcí. Projekt, který byl zahájen za vlády Françoise Fillona, mj. počítá s vytvořením hospodářských center kolem Paříže, která budou propojena s městem, letišti a dalšími dopravními uzly pomocí sítě nového metra Grand Paris Express. Ke zřízení této sítě byla založena společnost Société du Grand Paris. Vedle infrastruktury se změny dotknou také veřejné správy. Zákon o modernizaci územní správy umožňuje vytvoření nové správní jednotky zvané métropole, která bude znamenat těsnější propojení hlavního města s okolními městy. Métropole du Grand Paris má od 1. ledna 2016 spojit Paříž se třemi přilehlými departementy Hauts-de-Seine, Seine-Saint-Denis a Val-de-Marne a pět měst ze vzdálenějších departementů v regionu Île-de-France.

## Historický vývoj
Myšlenka na vytvoření Velké Paříže (tak jako je realizován např. Velký Londýn) sahá až do 19. století. Už Napoleon III. plánoval pod tímto názvem rozšíření hlavního města od Saint-Germain-en-Laye na západě po Marne-la-Vallée na východě. Pádem Druhého císařství však byl projekt odstaven. Myšlenku v roce 1932 oživil André Morizet, tehdejší starosta města Boulogne-Billancourt a člen Komise staré Paříže. Spolu s Henrim Sellierem, ministrem zdravotnictví a starostou města Suresnes, navrhli během vlády Lidové fronty modernizaci správy pařížské aglomerace. Reforma byla založena na těchto principech: posílení politické samostatnosti městských obvodů a zřízení rady, která by zastupovala zájmy celé aglomerace. Jejich projekt byl představen v roce 1937 v knize Paris, sa vie municipale « Vers le Plus Grand Paris » (Paříž, její komunální život Na cestě k větší Paříži). K tomu se přidal návrh na sloučení Paříže s 80 obcemi tehdejšího departementu Seine a vytvoření 100členné rady této Velké Paříže. Geograf Jean-François Gravier navrhl myšlenku velké Paříže v roce 1949 ve své knize La Mise en valeur de la France (Zhodnocení Francie).

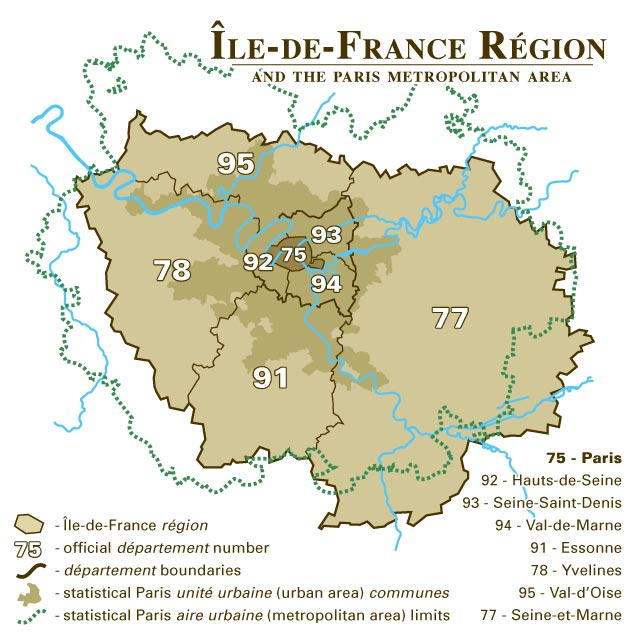
Vymezení jednotlivých oblastí

Pařížskou oblast lze charakterizovat podle čtyř kritérií:
- samotné město Paříž, která se svými 2,25 milióny obyvatel tvoří méně než čtvrtinu zdejší aglomerace,
- Paříž a tzv. malý prstenec (petite couronne), který tvoří tři sousedící departementy Hauts-de-Seine, Val-de-Marne a Seine-Saint-Denis (755 km2, 6,1 miliónu obyvatel). Tato oblast je silně a plynule zastavěna a má klasický městský charakter. Na této úrovni se organizuje např. policie nebo obchodní komora,
- Métropole du Grand Paris (2546 m2, 9,32 miliónu obyvatel)[4], spojení Paříže, části regionu Île-de-France a obcí, které se samy považují za součást aglomerace. Toto uskupení tvoří asi 90 % předměstí a dotknou se ho všechny změny, které přinese vytvoření Velké Paříže.
- Unité urbaine de Paris (urbanistická jednotka Paříž) (2723 km2, 10,2 miliónu obyvatel) tvoří celou aglomeraci, jedná se však jen o statistickou jednotku pro potřeby INSEE a nemá na správu praktický dopad.

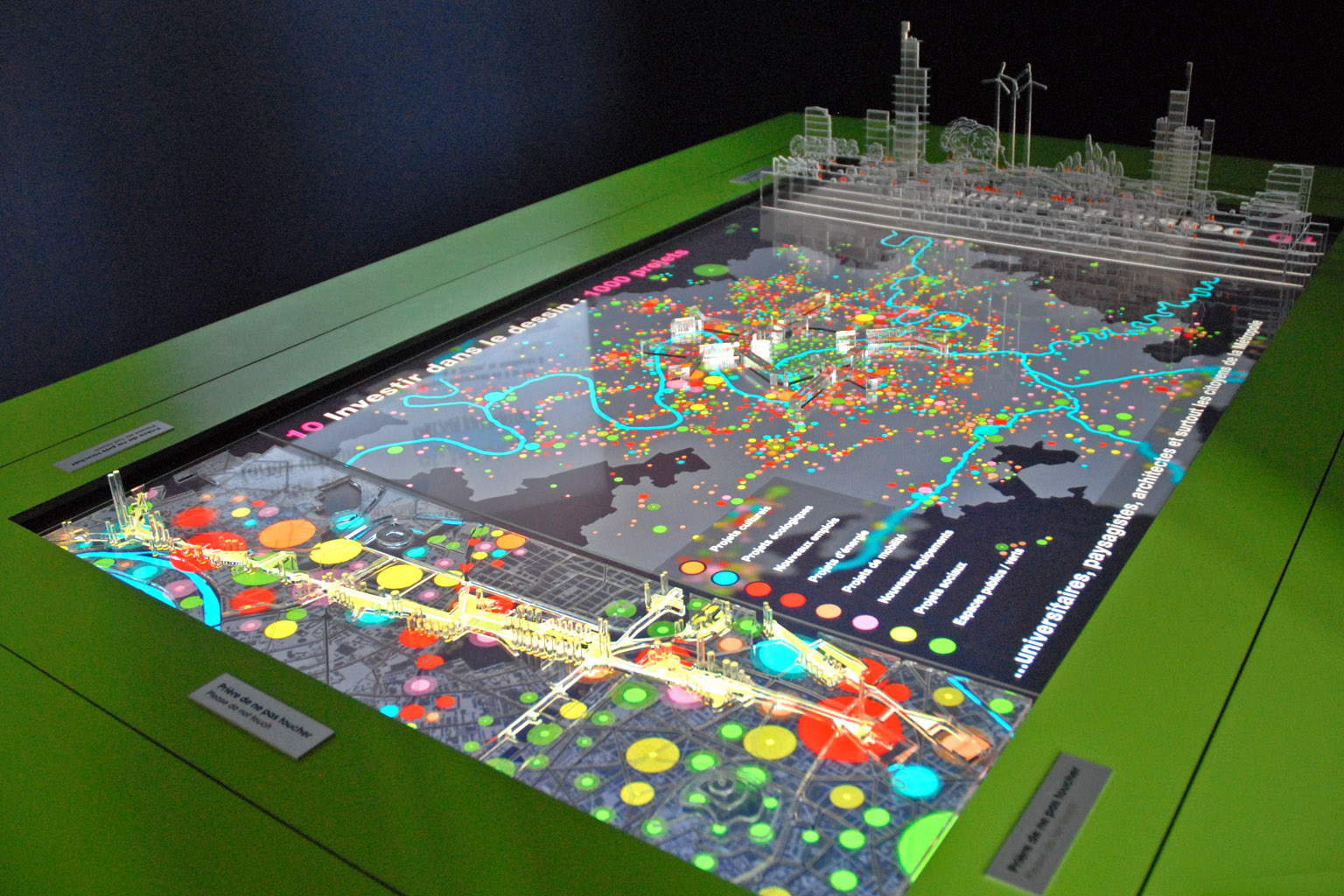
Výstava v Cité de l'architecture et du patrimoine

Při svém projevu k otevření Cité de l'architecture et du patrimoine vyhlásil prezident Nicolas Sarkozy 17. září 2007 mezinárodní architektonickou soutěž, ve které mají vznikat projekty pro rozvoj Velké Paříže v časovém horizontu 20 až 40 let.
V roce 2008 dostalo deset mezinárodních architektonických ateliérů návrh od prezidenta Sarkozyho, aby zpracovaly „mimořádný projekt“ pro budoucnost Paříže. Soutěže se zúčastnili Richard Rogers, Yves Lion, Džamel Klouche, Christian de Portzamparc, Antoine Grumbach, Jean Nouvel, Studio 08, Roland Castro, LIN Finn Geipel, Giulia Andi a MVRDV. Návrhy byly veřejnosti představeny na výstavě v roce 2009 v Cité de l'architecture et du patrimoine.
Aby se mohlo pokračovat v plánech pro Velkou Paříž i po skončení soutěže, byl 10. února 2010 založen Atelier international du Grand Paris a jeho ředitelem jmenován architekt Bertrand Lemoine. Ateliér má za úkol vytvářet návrhy a ideje pro Velkou Paříž (v oblastech urbanismu, dopravy, kultury, energetiky, zemědělství aj.), zajišťovat koordinaci mezi všemi zúčastněnými a pořádat veřejné debaty. Vědeckou radu tvoří odborníci z oblasti architektury. Ve správní radě zasedají zástupci francouzské vlády, prefekti Paříže a Île-de-France, zástupci města Paříže, regionu a budoucí Métropole du Grand Paris.
V březnu 2008 prezident republiky Nicolas Sarkozy jmenoval Christiana Blanca státním sekretářem pro rozvoj aglomerace. ten mj. navrhl vytvořit nová hospodářská centra v okolí Paříže. Jedním z nich má být hospodářský klastr Paris-Saclay.

## Grand Paris Express
V roce 2011 byl zveřejněn plán na výstavbu nové sítě metra v regionu mimo území Paříže. Projekt navazoval na starší projekty Métro Grand Paris a Arc Express a získal označení Grand Paris Express. Do roku 2030 budou postaveny a zprovozněny čtyři nové linky metra, ke kterým budou navázány stávající linky 11 a 14. První úseky mají vstoupit do provozu roku 2017. Linka 15 bude obkružovat Paříž ve vzdálenosti asi 5 km a na ni budou napojeny ostatní linky metra, případně tramvají, RER a Transilien. Celkem je v plánu vybudovat 200 km nových tratí a 72 stanice.

## Správní struktura Velké Paříže
Po roce 2000 se začala města a obce v Île-de-France ve větší míře sdružovat do communautés d’agglomérations, aby mohla koordinovat svůj rozvoj přesahující hranice obcí.
Společenství Communauté d'agglomération Plaine Commune vzniklo roku 2001 z communauté de communes, ve kterém byla města Aubervilliers, Épinay-sur-Seine, Pierrefitte-sur-Seine a Saint-Denis. V roce 2003 k nim přibyly obce Stains a L'Île-Saint-Denis, roku 2005 následovalo město La Courneuve a 2013 Saint-Ouen. Plaine Commune je se svými 403 833 obyvateli největším svazkem obcí v Île-de-France.
Dne 1. ledna 2010 vytvořily po šestiletém jednání obce Bagnolet, Bobigny, Bondy, Les Lilas, Montreuil, Noisy-le-Sec, Le Pré-Saint-Gervais, Pantin a Romainville vlastní Communauté d'agglomération Est Ensemble s téměř 400 000 obyvateli.
Communauté d'agglomération Grand Paris Seine Ouest vzniklo spojením communauté d'agglomération Val de Seine a Arc de Seine 1. ledna 2010. Zahrnuje města Boulogne-Billancourt, Sèvres, Issy-les-Moulineaux, Vanves, Meudon, Chaville a Ville-d'Avray a byla první oficiální institucí, které nesla v názvu Grand Paris.
Pařížská aglomerace se rozprostírá přes osm departementů a zahrnuje přes 150 měst a obcí. Neexistuje pro ni žádná zastřešující správní struktura, kromě regionu Île-de-France, který ale zahrnuje mnohem širší území. Tato územní roztříštěnost znesnadňuje užší spolupráci a koordinaci při plánování a řešení aspektů přesahujících hranice jednotlivých měst či departementů.
V březnu 2009 zveřejnil comité pour la réforme des collectivités locales (výbor pro reformu místních společenství) zprávu, tzv. „rapport Balladur“ (Balladurova zpráva), která navrhovala sloučení Paříže s přilehlými departementy (Hauts-de-Seine, Val-de-Marne a Seine-Saint-Denis) v časovém horizontu 2014. Tento návrh však už nebyl v roce 2010 prosazen do zákona o reformě místních společenství a otázka reorganizace Velké Paříže byla odsunuta i po volbách roku 2012, kdy zvítězili socialisté. V návrhu zákona o decentralizaci správy předloženém Ayraultovou vládou se místo toho objevilo vytvoření společného svazku všech obcí tří okolních departementů (bez Paříže). Otázky týkající se celé aglomerace mělo řešit společné shromáždění generálních radních departementů a regionu, kompetence se měly týkat především bydlení.
Národní shromáždění odsouhlasilo v červenci 2013 návrh zákona, který zavádí novou správní jednotku métropole pro společnou správu velkoměst a jejich přilehlého okolí. V prosinci 2013 byl zákon pozměněn a na jeho základě vznikne k 1. 1. 2016 jednotka Métropole du Grand Paris, která bude zahrnovat město Paříž a obce ve třech okolních departementech. Vznikem společenství métropole zaniknou na jejím území všechny ostatní dosavadní svazky obcí.
Métropole du Grand Paris bude mít přes 6,5 miliónu obyvatel a bude mít v kompetenci především urbanismus, infrastrukturu a ochranu životního prostředí v dotyčných obcích, zatímco zodpovědnost za veřejnou dopravu zůstává ve správě regionu. Métropole bude řízena metropolní radou (conseil métropole), ve které bude zastoupena každá členská obec (minimálně však jeden zástupce na každých 25 000 obyvatel). Počet zástupců Paříže byl stanoven na 90.